# Situ Gintung
Der Situ Gintung (Sundanesisch: Gintung-See) ist ein Stausee im Süden von Tangerang am südwestlichen Rand der indonesischen Hauptstadt Jakarta.
Der Stausee liegt an einem kleineren Nebenzufluss des Flusses Kali Pesanggrahan. Der 10 m hohe Staudamm wurde in der holländischen Kolonialzeit gebaut und 1933 fertiggestellt. Es entstand ein Rückhaltesee mit einer Fläche von etwa 20 ha bei normalem Wasserstand und bis zu 31 ha bei Hochwasser.
Ursprünglich diente der See zur Bewässerung von Reisfeldern, heute, da die Umgebung als Wohngebiet genutzt wird und kein Reisanbau mehr betrieben wird, vornehmlich der Hochwasserregulierung. Zu Zeiten des Monsunregens treten die Flüsse in der Region immer wieder über die Ufer (besonders gravierend beispielsweise im Februar 2007, als drei Viertel des Stadtgebietes von Jakarta unter Wasser standen).

## Dammbruch
Nach tagelangen starken Regenfällen brach am 27. März 2009 um 2 Uhr nachts Ortszeit der Staudamm, nachdem bereits im Vorfeld Risse aufgetreten waren. Durch eine 15 m breite Bresche ergoss sich der Inhalt des randvoll gefüllten Sees über dicht besiedeltes Gebiet. Die bis zu 4 m hohe Flutwelle verwüstet das slum-artige Stadtviertel Cirendeu mit etwa 500 Häusern. Viele der in leichter Holzbauweise erstellten Hütten wurden zerstört, diejenigen, die dem Wasserdruck standhielten, wurden 2 m hoch unter Wasser und Schlamm gesetzt. Die Bewohner wurden im Schlaf überrascht und mindestens 93 Menschen ertranken. Am 28. März des Jahres wurden noch immer rund 100 Menschen als vermisst gemeldet.